# 杨杖子站
杨杖子站是遼寧省魏塔铁路上的一个小站，每天通行两趟普快车次。从杨杖子站前往凌源市区大约需要两个半小时，而要想从凌源市区乘火车到杨杖子站大约需要三个小时。

## 通行车次
4255、4256次。

## 外部連結
中国铁路官方网站 （页面存档备份，存于）